# Leslie Walter Lee
Pour les articles homonymes, voir Lee.
Leslie Walter Lee (23 mai 1896-1998) est un homme politique provincial canadien de la Saskatchewan. Il représente la circonscription de Cumberland à titre de député du Co-operative Commonwealth Federation de 1944 à 1948. 

## Biographie
Né à Fergus Falls dans le Minnesota, il est le fils d'Olaf Lee et de Christine Fedge, tous deux provenant de la Norvège. Lee sert dans l'Armée des États-Unis lors de la Première Guerre mondiale. Arrivé au Canada en 1921, il épouse Janice Irene Wilson en 1946 pendant son passage à l'Assemblée législative de la Saskatchewan. Le couple vit ensuite à Choiceland dans le centre-nord de la Saskatchewan.
Devenu centenaire en 1996, il meurt en 1998.